# William E. Upjohn

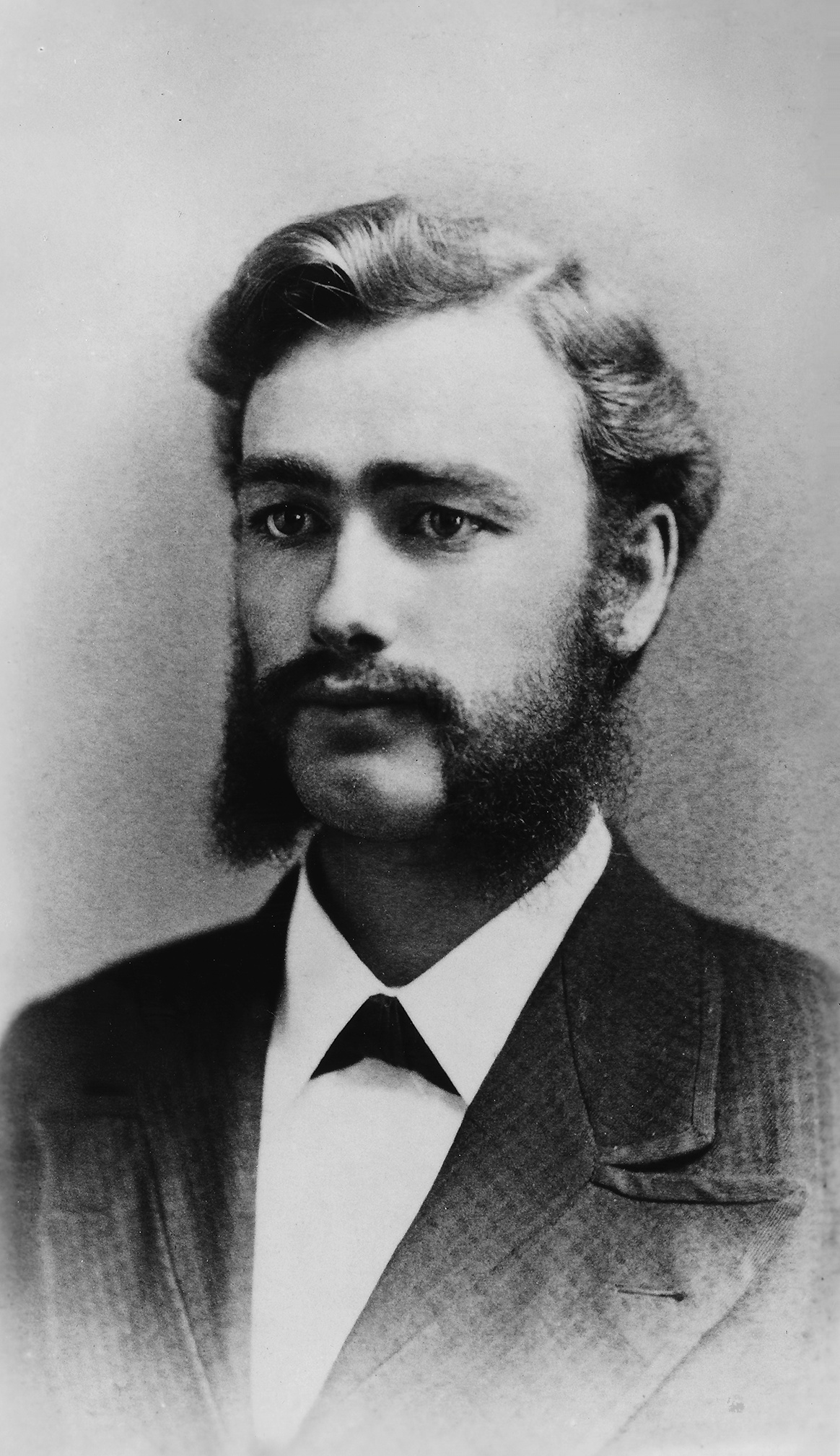
William Erastus Upjohn (c. 1875)

William Erastus Upjohn, född 15 juni 1853 i Richland, Michigan, död 18 oktober 1932 i Augusta, Michigan, var en amerikansk uppfinnare, läkare och affärsman som grundade läkemedelsföretaget Upjohn i Kalamazoo.
Efter läkarexamen från University of Michigan år 1875 öppnade Upjohn sin läkarpraktik i Hastings. Det tog några år för honom att utveckla en löslig tablett som han patenterade år 1885. Året efter startade han företaget The Upjohn Pill and Granule Company tillsammans med brodern Henry. Brorsonen Lawrence Upjohn ärvde företaget efter William E. Upjohns död år 1932.